# Bandera de la Victoria

La "Bandera de la Victoria n.° 5" se izó justo debajo de una estatua en el techo del edificio del Reichstag.

La bandera de la Victoria o Estandarte de la Victoria (en ruso: Знамя Победы) es la bandera que los soldados del Ejército Rojo alzaron en el edificio del Reichstag de Berlín el 1 de mayo de 1945, un día después de que sucediera el suicidio de Adolf Hitler. Fue alzada por tres soldados soviéticos: Alekséi Berest, Mijaíl Yegórov y Melitón Kantaria.
La bandera de la victoria, fabricada bajo condiciones de guerra, es el símbolo oficial de la victoria del pueblo soviético contra la Alemania Nazi en la Segunda Guerra Mundial o Gran Guerra Patria. En la actualidad es uno de los tesoros nacionales de Rusia. Es el estandarte de asalto de  la 150ª división de la Orden de Kutuzov de segunda clase de la División de Fusileros de Idritsa, tal y como figura en la  inscripción en cirílico:

150 стр. ордена Кутузова II ст. идрицк. див. 79 С. К. 3 У. А. 1 Б. Ф.

Traducida y con las abreviaturas cambiadas según sus referentes, la escritura de la bandera significa:

División 150ª de Fusileros de la Orden de Kutúzov de segunda clase, división de Idritsa, 79º Cuerpo de Fusileros, 3° Ejército de Choque, 1° Frente Bielorruso.

El "Símbolo de la Bandera de la Victoria" (1996-2007) fue una alternativa al uso de la histórica Bandera de la Victoria, hasta que la presión de los veteranos del Ejército Rojo hizo que se volviera a utilizar la bandera original.

La legislación rusa establece que "La Bandera de la Victoria es el símbolo oficial de la victoria del pueblo soviético y sus Fuerzas Armadas sobre la Alemania nazi en la Gran Guerra Patriótica de 1941-1945, la reliquia estatal de Rusia " y "está en eterno almacenamiento en condiciones que garanticen su seguridad y accesibilidad para su visualización». Además, el Estandarte de la Victoria es el símbolo oficial de la Victoria en Bielorrusia desde 1996, en Transnistria  y desde 2009 en la República Popular de Donetsk y República Popular de Lugansk.

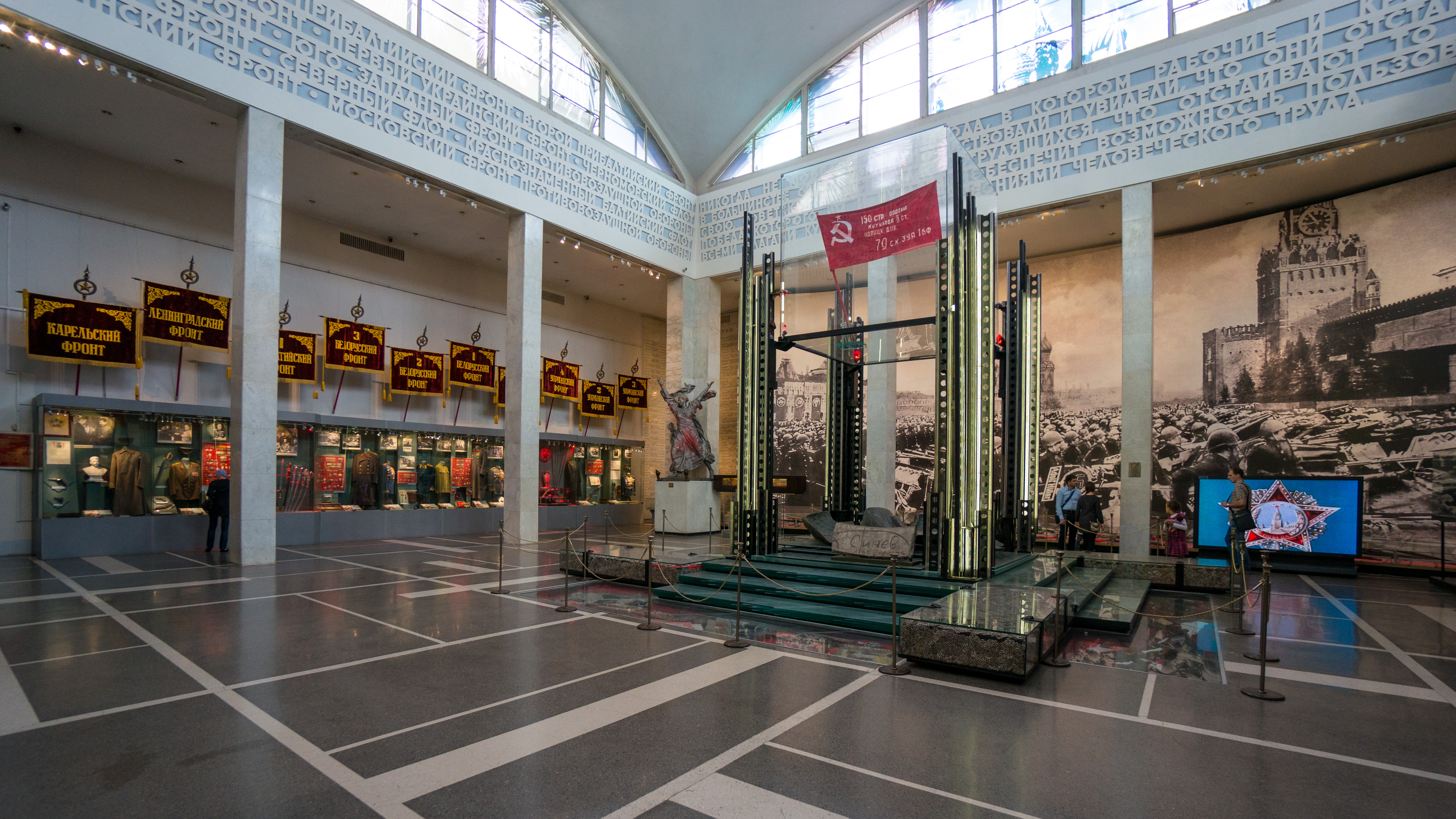
La bandera original se guarda en el Museo Central de las Fuerzas Armadas, en Moscú.

Aunque esta bandera no fue la única que se izó en el Reichstag, sí que fue la primera y única que llegó a hacerlo de entre todas las banderas oficiales que fueron preparadas para ser colocadas allí. El día 9 de mayo, en el desfile del Día de la Victoria en Moscú, una copia de esta bandera se lleva inmediatamente detrás de la bandera de la Federación Rusa por miembros del Regimiento de Comandantes de Moscú.
Las leyes de la Federación Rusa dictan que la Bandera de la Victoria debe ser guardada siempre en un lugar que le proporcione seguridad y sea visitable por el público. Actualmente se encuentra expuesta en el Museo Central de las Fuerzas Armadas en Moscú.